# Острый живот
О́стрый живо́т — симптомокомплекс, отражающий патологическое состояние организма, при котором произошло серьёзное повреждение органов брюшной полости с раздражением брюшины. Характеризуется резкими сильными болями в животе и патологическим напряжением брюшной стенки.
В зависимости от величины очага поражения различаются и размеры патологического напряжения мышц живота. При локализованном процессе напряжён участок брюшной стенки над патологическим очагом. При распространённом процессе наблюдается напряжение всей передней брюшной стенки. Эта особенность характерна больше для взрослых. У детей даже при локализованном процессе в большинстве случаев наблюдается обширное патологическое напряжение мышц живота.
Острый живот наблюдается при патологиях желудочно-кишечного тракта и органов малого таза, таких как, например, аппендицит, прободная язва желудка, травма живота с разрывом кишечника, внематочной беременности и многих других травмах и заболеваниях. Помимо клиники острого живота может наблюдаться симптоматика, характерная для заболевания, приведшего к его развитию. Частным проявлением острого живота является перитонит.
Острый живот является показанием к немедленной госпитализации в хирургический стационар, больному запрещается приём пищи и употребление обезболивающих препаратов. Несмотря на распространённое мнение о том, что применение анальгетиков при остром животе может привести к диагностическим ошибкам, исследования показывают, что это не касается опиоидных анальгетиков.После поступления такого больного в стационар хирург должен принять решение о необходимости оперативного вмешательства, в подавляющем большинстве случаев при подобной клинике операция жизненно необходима больному.